# Makarabdella manteri
Makarabdella manteri är en ringmaskart som beskrevs av Richardson 1959. Makarabdella manteri ingår i släktet Makarabdella och familjen fiskiglar. Inga underarter finns listade i Catalogue of Life.